# Mycksjön (Torps socken, Medelpad)
Mycksjön är en sjö i Ånge kommun i Medelpad och ingår i Ljungans huvudavrinningsområde. Sjön har en area på 0,147 kvadratkilometer och ligger 264,2 meter över havet. Sjön avvattnas av vattendraget Gälebäcken.

## Delavrinningsområde
Mycksjön ingår i det delavrinningsområde (692338-152530) som SMHI kallar för Ovan 692239-152768. Medelhöjden är 274 meter över havet och ytan är 4,54 kvadratkilometer. Det finns inga avrinningsområden uppströms utan avrinningsområdet är högsta punkten. Gälebäcken som avvattnar avrinningsområdet har biflödesordning 2, vilket innebär att vattnet flödar genom totalt 2 vattendrag innan det når havet efter 74 kilometer. Avrinningsområdet består mestadels av skog (93 procent). Avrinningsområdet har 0,27 kvadratkilometer vattenytor vilket ger det en sjöprocent på 6 procent.